# UTC+11:30
UTC+11:30 è un fuso orario, in anticipo di 11 ore e 30 minuti sull'UTC.

## Zone
Non è attualmente in uso.

## Geografia
L'isola Norfolk fa parte delle regioni del mondo dove il fuso orario non ha uno spostamento di un numero intero di ore rispetto all'UTC.
L'isola si trova a est dell'Australia (29°02′S 167°57′E) e UTC+11:30 corrisponde ad una migliore approssimazione dell'ora solare media locale rispetto a un fuso orario intero.
In Australia, il fuso orario si chiama Norfolk Time (NFT).

## Ora legale
L'isola di Lord Howe, territorio australiano situato a UTC+10:30, la adotta ma avanza solo di mezz'ora portandosi a UTC+11.

## Storia
Il 2 novembre 1868, la Nuova Zelanda adottò un fuso orario nazionale, probabilmente il primo paese a farlo. Era basato sulla longitudine 172° 30' E, cioè 11 ore e 30 minuti in anticipo rispetto al GMT. Tale standard, noto come New Zealand Mean Time (NZMT), si troverebbe oggi sulla zona coperta da UTC+11:30.
Fino al 4 ottobre 2015, l'isola Norfolk ha adottato questo fuso, poi cambiato a UTC+11 .